# Selenia aurantiaca
Selenia aurantiaca är en fjärilsart som beskrevs av Barend J. Lempke 1970. Selenia aurantiaca ingår i släktet Selenia och familjen mätare. Inga underarter finns listade.